# Porto Torres
Porto Torres (tiếng Latin: Turris Libyssonis, Turris Libissonis, hay Turris Libisonis; tiếng Hy Lạp: Πύργος Λιβύσσωνος – Pyrgos Libyssonos; Sassarese: Pòltu Tòrra; tiếng Sardinia: Pòrtu Tòrres), là một đô thị ở phía bắc Sardinia, ở tỉnh Sassari), có diện tích 102,62 km² và dân số 21.064 người. 
Kinh tế chủ yếu dựa vào ngành công nghiệp hóa chất.